# Murgantia varicolor
Murgantia varicolor är en insektsart som först beskrevs av John Obadiah Westwood 1837.  Murgantia varicolor ingår i släktet Murgantia och familjen bärfisar. Inga underarter finns listade i Catalogue of Life.